# Automobilska industrija
Automobilska industrija je gospodarska grana sekundarnog sektora specijalizirana za marketing cestovnih vozila. Automobilska industrija ima velik utjecaj na razvoj drugih gospodarskih grana koje rade izravno ili neizravno za njezine potrebe, kao što su industrija čelika, motornih goriva i maziva, gume, stakla, boje i lakova, elektrotehnička industrija itd.

## Povijest
Automobilska industrija počela se najprije razvijati u Francuskoj (oko 1890.), zatim u Engleskoj, Njemačkoj i SAD-u. Amerikanac H. Ford (1908.) prvi je uveo serijsku proizvodnju automobila na tekućoj vrpci. Tako se znatno povećala proizvodnost uz smanjenje proizvodnih troškova, pa je automobil postao razmjerno jeftin i dostupan širim slojevima. Razvoj automobilske industrije u SAD-u usko je povezan s golemim unutarnjim tržištem i orijentacijom na masovnu proizvodnju tipiziranih automobila. Druga je osobina razvoja automobilske industrije SAD-a brza koncentracija proizvodnih sredstava u nekoliko poduzeća. God. 1911. automobilska se industrija sastojala od 270 tvornica, a već 1924. od samo 86, dok je u istom razdoblju godišnja proizvodnja porasla od 180 000 na 3 800 000 automobila. Od 1930-ih do 1960-ih u SAD-u je bila koncentrirana polovica ukupne svjetske proizvodnje. Zbog velikog porasta proizvodnje u Europi, Japanu i Koreji, taj je udio 1997. pao na trećinu. Nakon II. svjetskog rata zabilježen je nagli porast svjetske proizvodnje automobila. Broj proizvedenih automobila iznosio je u milijunima: 3,8 (1946.), 7,8 (1949.), 8,1 (1950.), 12 (1960.), 22 (1970.), 29 (1980.), 36 (1990.), 41 (2000.) i 60 (2011.).
Danas su u SAD-u najznačajniji automobilski koncerni General Motors, Ford i Chrysler; u Japanu Toyota, Nissan i Mitsubishi; u Njemačkoj Volkswagen, Daimler-Benz i BMW; u Francuskoj PSA (Peugeot/Citroën) i Renault; u Italiji Fiat; u Južnoj Koreji Hyundai.